# Neorhopalomyzus lonicerisuctus
Neorhopalomyzus lonicerisuctus är en insektsart. Neorhopalomyzus lonicerisuctus ingår i släktet Neorhopalomyzus och familjen långrörsbladlöss. Inga underarter finns listade i Catalogue of Life.